# L.O.V.
L.O.V. è un singolo dei Fitz and The Tantrums, pubblicato il 15 ottobre 2010 come estratto dall'album in studio Pickin' Up the Pieces.

## Descrizione
Il brano è stato pubblicato dalla rotazione radiofonica il 21 ottobre 2011.

## Video musicale
Il video musicale del brano, diretto da Eric Georgeson è stato pubblicato il 13 febbraio 2012.

## Tracce
1. L.O.V. – 3:41